# 위연 (요동)
위연(衛演, ? ~ 238년)은 중국 삼국시대 요동의 정치가이다.

## 생애
공손연(公孫淵)을 섬겼다.
경초(景初) 원년(237년), 위(魏)에 복속되어 있던 공손연은 스스로 연왕(燕王)이라 칭하고 연호를 소한(素漢)으로 제정하여 위에 반기를 들었다.
소한 2년(238년), 위에서는 사마의(司馬懿)가 토벌군을 이끌고 양평성(襄平城)을 공격했다. 공손연은 왕건(王建)과 유보(劉甫)를 보내 포위를 풀면 항복할 것을 제의했으나, 사마의는 받아들이지 않고 둘을 참수했다. 공손연은 시중 위연을 위군 영채로 보내 볼모를 보낼 것을 청했다. 사마의는 “군사의 대요는 다섯 가지가 있으니, 싸울 수 있으면 싸우고, 싸울 수 없으면 지키고, 지킬 수 없으면 달아나는 것이며, 이외 두 가지는 항복하거나 죽는 것 뿐인데, 너희가 면박되기를 받아들일 수 없다면 마땅히 죽기로 결단해야지, 볼모를 보낼 수는 없다!”라고 답했다. 사마의는 공손연을 무찌른 후, 공손연이 임명한 상국 이하 관원 수천 명을 모조리 죽였다. 이 때 위연도 죽임을 당한 것으로 보인다.

## 《삼국지연의》의 위연
《진서》 선제기의 내용과 거의 흡사하나, 사마의에게 “바라건대 태위께서는 진노하지 마소서. 오늘 중이라도 먼저 세자 공손수(公孫脩)를 볼모로 데려오고. 후에 임금과 신하가 스스로 결박하여 항복하겠습니다”라 하여 더욱 그 언사가 비참하게 묘사된다. 사마의의 답변은 선제기와 같다.